# Цорбау
Цорбау (нем. Zorbau) — община в Германии, в земле Саксония-Анхальт. 
Входит в состав района Вайсенфельс. Подчиняется управлению Лютцен-Визенгрунд.  Население составляет 819 человек (на 31 декабря 2006 года). Занимает площадь 9,67 км².
Община подразделяется на 4 сельских округа.